# Umbrina xanti
Umbrina xanti е вид бодлоперка от семейство Sciaenidae. Видът не е застрашен от изчезване.

## Разпространение и местообитание
Разпространен е в Гватемала, Еквадор, Колумбия, Коста Рика, Мексико, Никарагуа, Панама, Перу, Салвадор, Хондурас и Чили.
Среща се на дълбочина от 0,3 до 120 m, при температура на водата от 12,5 до 27,7 °C и соленост 32,9 – 34,2 ‰.

## Описание
На дължина достигат до 40 cm.